# Pierre-Alfred Cazaubon
Pierre-Alfred Noël Cazaubon, né à Pau le 9 mars 1895 et mort dans la même ville le 20 juillet 1979, est un sculpteur français.

## Biographie
Pierre-Alfred Cazaubon obtient une mention honorable au Salon des artistes français de 1927. 